# Ahmad I ibn Mustafà
Ahmad I ibn Mustafà (àrab: أحمد باي بن مصطفى, Aḥmad Bāy b. Muṣṭafà) (Tunis, 2 de desembre de 1806 - la Goleta, 30 de maig de 1855) fou bei de Tunis de la dinastia husaynita de Tunísia del 1837 al 1855. Era fill de Mustafà ibn Mahmud al que va succeir a la seva mort el 10 d'octubre de 1837. El maig del 1838 fou nomenat mariscal de l'exèrcit otomà (abans els beys només havien arribat a general de divisió).
Va estar en conflicte amb el govern otomà que volia limitar l'autonomia tunisiana el que xocava contra les seves ambicions. L'Imperi Otomà tenia el suport britànic i el bey Ahmad tenia el de França; el conflicte diplomàtic es va solucionar finalment i el bey va rebre els títols de wali i mushir i va deixar de pagar el tribut que la Porta reclamava, però els deys van quedar encara subjectes a firmans imperials de confirmació del càrrec.
El 25 d'agost de 1840 es va posar la primera pedra de la catedral de Sant Lluís de Cartago, concedida a França per tracta d'agost de 1830. El juny de 1845, Antoni d'Orleans duc de Montpensier (1824-1890), fill del rei Lluís Felip I de França, va visitar Tunis i Carthage i fou rebut pel bey; es va concertar un viatge del bey a París que es va fer el 1841; el bey va tenir una recepció esplendida i el va afermar en els seus projectes reformistes. En aquest temps Tunis ciutat tenia tres autoritats principals per sota del bey: L'agha, governador de la milícia i la kasbah; el dawletly o ferik, una mena de cap de policia, i el shaykh al-Madina encarregat de l'administració del souk.
En política interior va esdevenir el cunyat del gran visir Mustafà Khaznadar; va introduir diverses reformes i va fer diverses obres públiques que el van portar a un gran endeutament extern i a un aixecament dels impostos; aquesta deute va beneficiar a alguns homes de negocis europeus i sobretot al corrupte gran visir i ministre de finances, Mustafà Khaznadar (1837-1873). Ahmad va declarar l'abolició de l'esclavatge (1846) i la supressió de l'estatut que posava als jueus en situació d'inferioritat.
Ahmed va enviar tropes per participar en la guerra de Crimea al costat dels otomans.
Ahmad va morir a La Goulette el 30 de maig de 1855 i el va succeir el seu cosí Muhammad II ibn al-Husayn.